# Trox squamiger
Trox squamiger är en skalbaggsart som beskrevs av Roth 1851. Trox squamiger ingår i släktet Trox och familjen knotbaggar. Inga underarter finns listade i Catalogue of Life.